# (792) Metcalfia
(792) Metcalfia ist ein Asteroid des Hauptgürtels, der am 20. März 1907 vom US-amerikanischen Astronomen Joel H. Metcalf in Taunton entdeckt wurde.
Der Asteroid wurde nach seinem Entdecker benannt.